# Aeroportul Coimbra
Aeroportul Coimbra (IATA: CBP, ICAO: LPCO) este un aeroport din Districtul Coimbra, Portugalia ce deservește zona Coimbra. A fost numit după zona deservită.
Situat la o altitudine de 174 m, aeroportul dispune de o singură pistă.